# Р. Деніел Оліво
Р. Деніел Оліво (англ. R. Daneel Olivaw) — персонаж-робот в творах Айзека Азімова у серіях «Роботи» та «Фундація».

## Земля та світи спейсерів

### Сталеві печери
Був створений на Землі в місті космітів Космотаун (англ. Space Town) вченими з планети Аврора доктором Ханом Фастольфом (англ. Han Fastolfe) за участі доктора Роя Сартона (англ. Roj Nemennuh Sarton), який був прототипом тілесної оболонки робота.
Всього було створено два таких робота, другий робот Р. Джандер Пенел (англ. R. Jander Panell) знаходився на Аврорі. Робот відрізнявся від інших моделей людиноподібною зовнішністю, унікальною структурою позитронного мозку, що дозволяла імітувати поведінку людини.
Спейсери планували залучити Р. Даніел Оліво для соціального експеримента, що мав відродити тягу землян до космічної експансії та побороти роботофобію.
Після вбивства доктора Сартона, Даніел був призначений напарником нью-йоркського детектива Іллі Бейлі, і почав вивчати психологію землян. Детектив Бейлі почав відчувати до нього дружні почуття.

### Оголене сонце
Через декілька років Р. Даніел Оліво за завданням уряду Аврори разом з Іллею Бейлі розслідував вбивство чоловіка Гледії Дельмар (англ. Gladia Delmarre) на малонаселеній високороботизованій планеті Солярія.

### Роботи світанку
Потім на Аврорі, також із Іллею Бейлі, розслідував вбивство свого двійника робота Р. Джандера Пенела в домі Гледії Дельмар. В цьому вбивсті звинувачували доктора Фастальфа, що в разі підтвердження скоєння ним злочину, могло призвести до втрати землянами перспектив заселити галактику.
В штаті доктора Фастольфа був також робот Р. Жискар Рівентлов (англ. R. Giskard Reventlov), що мав унікальну таємну властивість керувати психікою людей та роботів.

### Роботи та Імперія
Через два століття після смерті Іллі Бейлі, по заповіту Фастольфа разом з роботом Жискаром перейшов у володіння до Гледії Дельмар. Вони разом здійснили подорож на Солярію, світ Бейлі та Землю. Під час цієї подорожі сформулювали «Нульовий закон робототехніки». Не витримавши розбіжностей нульового закону із іншими трьома, робот Жискар передав свої телепатичні здібності Р. Даніелу Оліво, а сам вимкнувся.

## Галактична імперіятаФундація
Даніел взяв під контроль людиноподібних роботів на Землі і почав допомагати людству неявно, керуючись нульовим законом, який мав спиратись на ще не розроблену психоісторію. І стер всі згадки про людиноподібних роботів. В нього була таємна база на Місяці.
Допоміг евакуації населення з радіоактивної Землі.
Будучи прем'єр-міністром Галактичної імперії під іменем Едо Демерзеля (англ. Eto Demerzel) опікувався математиком Гарі Селдоном під час розробки психоісторії.
Допоміг Селдону засновувати Першу Фундацію на планеті Термінус для втілення в життя плану Селдона — скорочення періоду міжцарства після майбутнього розпаду Галактичної імперії.
Реалізував проект планети Гея — планети з колективним розумом.
Знаючи, що подальше вдосконалення позитронного мозку неможливе, об'єднав його з мозком дитини з Солярії, що володіла властивостями телекінезу.